# Descendants: The Planning Of The Royal Wedding
Descendants: The Planning Of The Royal Wedding ou simplesmente Descendants: The Royal Wedding é um curta que trará uma continuação da trilogia de Descendentes, focado no casamento de Mal e Ben. Sua divulgação oficial ocorreu em 23 de agosto de 2020 na Disney Channel dos Estados Unidos, porém já havia especulações quando a marca de brinquedo Hasbro lançou em maio as bonecas sobre o curta. O curta infelizmente não possui uma data para a estreia. 

## Mal and Ben's Royal Wedding
Mal and Ben's Royal Wedding é uma mini série em animação, que se passa antes de Descendants: The Planning Of The Royal Wedding, porém depois de Descendentes 3. A mini série conta como esta sendo o preparatório para o casamento entre Mal e Ben e teve sua estreia em 28 de Agosto de 2020 com o título: My Maid of Honor  no canal de oficial de Descendentes no Youtube e em sua conta oficial no Instagram.
| Episódio | Título (original)        | Estreia (original)     | Duração de Ep | Site              | Referência  |
| -------- | ------------------------ | ---------------------- | ------------- | ----------------- | ----------- |
| 1        | My Maid of Honor         | 28 de agosto de 2020   | 1:40 minutos  | Youtube/Instagram | [ 4 ] [ 5 ] |
| 2        | The Perfect Wedding Cake | 04 de setembro de 2020 | 1:40 minutos  | Youtube/Instagram | [ 4 ] [ 5 ] |
| 3        | A Dress Fit for a Queen  | 14 de Setembro de 2020 | 1:40 minutos  | Youtube/Instagram | [ 4 ] [ 5 ] |

## Elenco
- Mal (Dove Cameron)
- Ben (Mitchell Hope)
- Carlos (Cameron Boyce)
- Evie (Sofia Carson)
- Jay (Booboo Swteart)

## Produção
O curta foi gravado em 2018, com Cameron Boyce ainda vivo, porém só foi lançado no final de 2020.